# Deltă

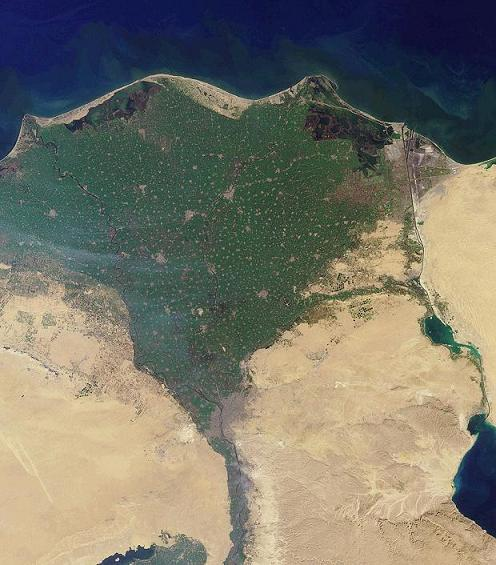
Delta Nilului văzută de pe orbita Pământului

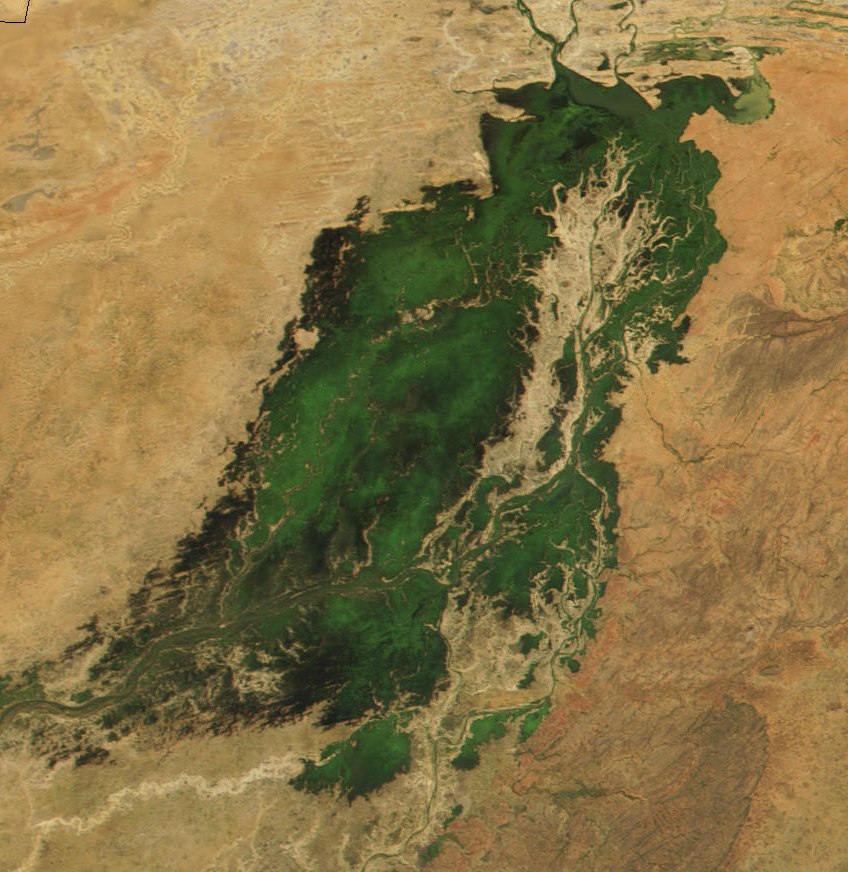
Delta interioară a Nigerului

Delta este o formă de relief rezultată din depunerea de aluviuni, respectiv mâl și nisip, la vărsarea unei ape curgătoare într-un lac, în mare sau în ocean, pe un teren cu pantă lină, în condițiile lipsei mareelor și a acțiunii curenților litorali.